# یکی دیگر هم به خاک سیاه نشست
یکی دیگر هم به خاک سیاه نشست (به انگلیسی: Another One Bites the Dust) نام آهنگی از گروه راک انگلیسی، کوئین است. این آهنگ توسط جان دیکن نوشته شده است که نوازنده گیتار بیس گروه است. این آهنگ در هشتمین آلبوم استودیویی گروه که بازی نام دارد قرار داده شده است. این آهنگ به موفقیتی جهانی دست یافت و در جدول ۱۰۰ آهنگ داغ بیلبورد در رتبه نخست قرار گرفت، در جدول‌های ۱۰۰ آهنگ برتر ریتم اند بلوز و دیسکو در جایگاه دوم قرار گرفت و بالاخره در جدول تک‌آهنگ‌های بریتانیا هم جایگاه هفتم را کسب کرد. این آهنگ پرفروش‌ترین آهنگ گروه کوئین است که در کل ۷ میلیون نسخه از آن در سراسر جهان به فروش رفت و حتی از ترانه راپسودی بوهمی هم بیشتر فروش کرده است. ترانه یکی دیگر هم به خاک سیاه نشست در فهرست ۱۰۰ آهنگ برتر همه دوران‌ها که توسط بیلبورد منتشر شده بود، در جایگاه ۳۴ قرار گرفت.

## پرسنل
- فردی مرکوری - آوازخوان اصلی
- برایان می - گیتار لید
- راجر تیلور - درامز
- جان دیکن - گیتار بیس، گیتار ریتم و پیانو